# Carthamus lanatus
Espèce
Synonymes
- Anactis pilosa Raf.[1] [2]
- Atractylis fusus-agrestis Gaertn.[1] [2]
- Atractylis lanata Scop.[1] [2]
- Atractylis leucocephala Moench[2]
- Atractylis lutea Bubani[2]
- Atractylis pilosa Moench[1] [2]
- Calcitrapa lanuginosa Steud.[1] [2]
- Carduncellus lanatus Moris[1] [2]
- Carduus attractylis Garsault[1] [2]
- Carthamus albus Desf.[1] [2]
- Carthamus elatus (Gasp.) Nyman[1] [2]
- Carthamus exsuccus Chaix[2]
- Carthamus lanatus var. abyssinicus (A.Rich.) Sch.Bip. ex Schweinf.[1]
- Carthamus lanatus var. algeriensis Batt.[2]
- Carthamus lanatus var. divaricatus (Bég. & Vacc.) Pamp.[2]
- Carthamus lanatus var. lanatus[2]
- Carthamus macedonicus Herzog[1] [2]
- Carthamus tauricus M.Bieb.[1] [2]
- Carthamus turbinatus Nyman[2]
- Centaurea lanata (L.) Lam. & DC.[1] [2]
- Kentrophyllum elatum Gasp.[1] [2]
- Kentrophyllum lanatum subsp. lanatum[2]
- Kentrophyllum lanatum var. lanatum[2]
- Kentrophyllum lanatum (L.) DC.[1] [2]
- Kentrophyllum lanatum (L.) Duby[3]
- Kentrophyllum lanatum DC. ex Duby[2]
- Kentrophyllum tauricum (M.Bieb.) C.A.Mey.[1] [2]
- Kentrophyllum turbinatum Gasp. ex Guss.[2]
- Onobroma lanata (L.) Hornem.[2]
- Phonus lanatus (L.) Hill.[3]

Carthamus lanatus est une plante de la famille des Astéracées

## Liste des sous-espèces
Selon Tropicos (13 avril 2021) (Attention liste brute contenant possiblement des synonymes) :
- Carthamus lanatus subsp. baeticus (Boiss. & Reut.) Nyman, Syn. Carthamus baeticus (Boiss. & Reut.) Nyman
- Carthamus lanatus subsp. creticus (L.) Holmboe
- Carthamus lanatus subsp. lanatus L.
- Carthamus lanatus subsp. montanus (Pomel) Jahand. & Maire, 1934
- Carthamus lanatus subsp. turkestanicus Raym.-Hamet